# 什克拉爾斯卡-波倫巴
什克拉尔斯卡-波倫巴（Szklarska Poręba）是位於波蘭西南部的城市。屬下西里西亞省。人口約有7,000人。什克拉尔斯卡-波倫巴是滑雪勝地。1947年9月，苏联、保加利亚、罗马尼亚、波兰、匈牙利、捷克斯洛伐克、南斯拉夫、法国、意大利的共产党和工人党在该地召开会议，成立了共产党和工人党情报局。

## 外部連結
- Municipal website （页面存档备份，存于）

- szklarska-poreba.pl （页面存档备份，存于）

50°50′N 15°32′E / 50.833°N 15.533°E